# Йонас Доблер
Йонас Доблер (4 травня 1991 , Теґернзее, Баварія ) — німецький лижник. Учасник Олімпійських ігор і чемпіонатів світу.

## Результати за кар'єру
Усі результати наведено за даними Міжнародної федерації лижного спорту.

### Олімпійські ігри
| Рік  | Вік | 15 км індивідуальні пер. | 30 км скіатлон | 50 км мас-старт | Спринт | 4 × 10 км естафета | Командна першість спринт |
| ---- | --- | ------------------------ | -------------- | --------------- | ------ | ------------------ | ------------------------ |
| 2018 | 26  | —                        | 22             | НФ              | —      | 6                  | —                        |

### Чемпіонати світу
| Рік  | Вік | 15 км індивідуальні пер. | 30 км скіатлон | 50 км мас-старт | Спринт | 4 × 10 км естафета | Командна першість спринт |
| ---- | --- | ------------------------ | -------------- | --------------- | ------ | ------------------ | ------------------------ |
| 2015 | 23  | 31                       | 27             | —               | —      | 7                  | —                        |
| 2017 | 25  | 27                       | 21             | 24              | —      | 6                  | —                        |
| 2019 | 27  | —                        | 25             | —               | —      | 6                  | —                        |
| 2021 | 29  | 23                       | 36             | 17              | —      | 7                  | —                        |

### Кубки світу

#### Підсумкові місця в Кубку світу за роками
| Сезон | Вік | Місце в дисципліні | Місце в дисципліні | Місце в дисципліні | Місце в Скі Тур | Місце в Скі Тур | Місце в Скі Тур | Місце в Скі Тур   | Місце в Скі Тур |
| Сезон | Вік | Загалом            | Дистанція          | Спринт             | Nordic Opening  | Тур де Скі      | Скі Тур 2020    | Фінал Кубка світу | Скі Тур Канада  |
| ----- | --- | ------------------ | ------------------ | ------------------ | --------------- | --------------- | --------------- | ----------------- | --------------- |
| 2012  | 21  | НК                 | НК                 | НК                 | —               | НФ              | Н/Д             | —                 | Н/Д             |
| 2013  | 22  | НК                 | НК                 | —                  | —               | НФ              | Н/Д             | —                 | Н/Д             |
| 2014  | 23  | 62                 | 62                 | 68                 | 48              | 21              | Н/Д             | —                 | Н/Д             |
| 2015  | 24  | 51                 | 46                 | НК                 | 38              | 16              | Н/Д             | Н/Д               | Н/Д             |
| 2016  | 25  | 27                 | 23                 | НК                 | 24              | 17              | Н/Д             | Н/Д               | 25              |
| 2017  | 26  | 112                | 72                 | НК                 | —               | НФ              | Н/Д             | 33                | Н/Д             |
| 2018  | 27  | 60                 | 46                 | НК                 | 38              | 23              | Н/Д             | 40                | Н/Д             |
| 2019  | 28  | 57                 | 38                 | НК                 | 31              | 26              | Н/Д             | 35                | Н/Д             |
| 2020  | 29  | 54                 | 34                 | НК                 | 33              | НФ              | —               | Н/Д               | Н/Д             |
| 2021  | 30  | 41                 | 29                 | НК                 | 33              | 21              | Н/Д             | Н/Д               | Н/Д             |